# Oključ
Oključ je nenaseljeni otok u južnom dijelu Kornatskog otočja. Najbliži otok je Kurba Vela, 560 metara sjeveroistočno.
Površina otoka je 0,358 km2, duljina obalne crte 3,8 km, a visina 69 metara.

## Vanjske poveznice
|  | Zajednički poslužitelj ima još gradiva o temi Oključ |